# Maurizio Baglini
Maurizio Baglini (Pisa, 4 marzo 1975) è un pianista italiano.

## Biografia
Maurizio Baglini ha al suo attivo un'intensa carriera in Europa, America e Asia: oltre milleduecento concerti come solista e altrettanti di musica da camera. Nato a Pisa nel 1975 e vincitore a 24 anni del “World Music Piano Master” di Montecarlo, da allora è ospite dei più prestigiosi festival (tra cui La Roque d'Anthéron, Loeckenhaus, Yokohama Piano Festival, Australian Chamber Music Festival Pianistico Internazionale di Bergamo e Brescia, Rossini Opera Festival) e viene invitato come solista e in formazioni di musica da camera dalle maggiori istituzioni internazionali, tra cui Teatro alla Scala di Milano, Salle Gaveau di Parigi, Kennedy Center di Washington, Auditorium del Louvre, Gasteig di Monaco di Baviera, Maggio Musicale Fiorentino. Partecipa ripetutamente, con strepitoso successo, al Festival Internazionale "Musica in Villa- Tigullio, sia come solista, sia in formazioni, con Gabriele Pieranunzi, Cecilia Radic, Cecilia Laca, Olaf John Laneri e, particolarmente con Silvia Chiesa. Collabora con direttori quali Luciano Acocella, Antonello Allemandi, Francesco Angelico, Marco Angius, John Axelrod, Umberto Benedetti Michelangeli, Giampaolo Bisanti, Marcello Bufalini, Massimiliano Caldi, Tito Ceccherini, Daniel Cohen, Howard Griffiths, Armin Jordan, Seikyo Kim, Emanuel Krivine, Antonello Manacorda, Karl Martin, Donato Renzetti, Corrado Rovaris, Ola Rudner, Maximiano Valdes, Daniele Rustioni e Tobias Woegerer. Dal 2005 suona stabilmente anche insieme con la violoncellista Silvia Chiesa: al loro duo sono dedicate una Suite di Azio Corghi, una Sonata di Gianluca Cascioli e un brano di Nicola Campogrande. Tra gli impegni più recenti si segnalano: nel 2013, il récital alla Victoria Hall di Ginevra e il concerto con orchestra sul palcoscenico del Teatro Comunale di Bologna, nel 2014 due récital al Festival dei Due Mondi di Spoleto e la prima esecuzione italiana del ciclo integrale Des Heures Persanes di Charles Koechlin alla Sagra Malatestiana di Rimini.
È il solista dedicatario di Tre Quadri, Concerto per pianoforte e orchestra di Francesco Filidei, che ha eseguito in prima assoluta con Orchestra Sinfonica Nazionale della RAI diretta da Tito Ceccherini a novembre 2020. Nel Settembre 2021, Tre Quadri è stato eseguito da Baglini e Ceccherini, ancora una volta con l'OSN Rai, in prima esecuzione mondiale con pubblico, al Teatro alla Scala di Milano, per il Festival Milano Musica.
Dal 2008 promuove il progetto “Inno alla gioia”, eseguendo in tutto il mondo la “Nona Sinfonia” di Beethoven nella trascendentale trascrizione per pianoforte di Liszt (sia nella versione solistica, sia in quella con il coro e le voci soliste). Il progetto debutta al Musée d'Orsay a Parigi, in diretta su France Musique con il Coro di Radio France, e in Italia al Teatro Ponchielli di Cremona Dal 2008 a oggi l'ha eseguito dal vivo su molti prestigiosi palcoscenici – in città tra cui Roma, Milano, Cremona, Parigi, Monaco, Tel Aviv, Beirut, Rio de Janeiro – e nel 2020 ha superato la cifra record di cento esecuzioni. Dal 2012, insieme con l'artista multimediale Giuseppe Andrea L'Abbate, porta avanti anche il progetto “Web Piano”, che abbina l'interpretazione dal vivo di grandi capolavori pianistici – come il Carnaval di Schumann, i Quadri di un'esposizione di Mussorgsky o Images di Debussy – a una narrazione visiva originale e di grande impatto, proiettata su grande schermo. Tra le tappe della performance: il festival La Roque d'Anthéron, il Teatro Comunale di Carpi e il Teatro Comunale di Pordenone.
Il suo vasto repertorio spazia da Byrd alla musica contemporanea, con riferimenti importanti a Chopin, Liszt e Schumann. Intenso l'impegno sul fronte discografico che include fra l'altro due versioni dei 27 Studi di Chopin (eseguiti sia su strumenti originali, sia su pianoforte moderno) e l'integrale delle trascrizioni di Busoni da Bach (Tudor). Da segnalare inoltre: il dvd con il Concerto n. 1 di Chopin accompagnato dalla New Japan Philharmonic Orchestra e i cd con l'integrale dell'opera pianistica di Rolf Urs Ringger (con cinque prime assolute) e la Nona Sinfonia di Beethoven nella trascrizione per pianoforte solo di Liszt (Decca). L'autorevole rivista statunitense American Record Guide sceglie come migliore interpretazione su disco degli Studi di Chopin il suo cd registrato per Phoenix/Suonare Records.
I suoi cd più recenti sono pubblicati in esclusiva da Decca/Universal. Dopo gli Studi Trascendentali di Liszt del 2010, nel 2011 registra Rêves, con i capolavori per pianoforte solo di Liszt, che riceve il prestigioso riconoscimento “Année Liszt en France” dal comitato ufficiale per le celebrazioni dell'anno lisztiano. Nel 2011 incide, in duo con Silvia Chiesa, Cello Sonatas, con le Sonate per violoncello e pianoforte di Brahms e l'“Arpeggione” di Schubert. Insieme ai colleghi Lang Lang, Ramin Bahrami e Stefano Bollani è inoltre tra i protagonisti della compilation “Classica 2011” prodotta da Deutsche Grammophon. A novembre 2012 pubblica l'album Carnaval con alcuni capolavori per pianoforte solo di Schumann, (Carnaval op. 9, Variazioni Abegg op. 1, Papillons op. 2 e Carnevale di Vienna op. 26) e a inizio 2014 Domenico Scarlatti: in tempo di danza. A novembre 2014 è uscito il nuovo doppio cd con l'integrale pianistica di Mussorgsky. Sempre per Decca, ha pubblicato altri cd dedicati a Schumann (Piano Sonatas 1&2, Toccata op. 7, Kreisleriana, Davidsbündlertänzem, Kinderszenen, Arabeske, Album für die Jugend), portando avanti il progetto monografico avviato con Carnaval, e un cd registrato insieme a Silvia Chiesa con la registrazione dell'integrale per duo pianoforte e violoncello di Rachmaninov.
Dal 2005 Baglini è fondatore e direttore artistico dell'Amiata Piano Festival che si tiene ogni estate in Toscana presso il Forum Fondazione Bertarelli (ha ospitato, tra gli altri, Andrea Lucchesini, Ramin Bahrami, Mario Brunello, Salvatore Accardo, Massimo Quarta, Gianluca Cascioli, Danilo Rea e Sir Peter Maxwell Davies). Dal 2011 al 2013 ha curato la direzione artistica del progetto di lezioni-concerto presso Palazzo Reale a Pisa e, dal 2006 al 2013, il festival da camera francese “Les musiques de Montcaud”. Da marzo 2013 è consulente artistico per la danza e per la musica del Teatro Comunale Verdi di Pordenone: nel 2015 è stato nominato Ambasciatore culturale della Regione Friuli Venezia Giulia e il suo progetto “Omaggio a Pier Paolo Pasolini”, con la commissione del Teatro di Pordenone del brano …tra la Carne e il Cielo di Azio Corghi, ha ottenuto il sostegno del Ministero per i Beni e le Attività Culturali.
Ha tenuto corsi di perfezionamento a Fondi (LT, “InFondi Musica”) e a settembre 2015 la prima masterclass di pianoforte organizzata dall'Accademia Stauffer di Cremona.
Nel 2019 è stato nominato Socio Onorario dell’Aiarp, l’Associazione Italiana Accordatori e Riparatori di Pianoforti «per gli alti meriti e gli importanti contributi artistici che la sua attività ha portato alla causa del pianoforte».
È noto anche il suo amore per lo sport. Ha partecipato alle maratone di Parigi, Pisa, Vienna, Berlino, Amsterdam e New York. Il suo personal best sulla distanza è di 3 ore e 27 minuti. Insieme allo chef Joe Bastianich e al deejay Linus, è tra gli illustri appassionati di podismo intervistati nel libro Il papa non corre di Irene Righetti (ed. La Carmelina).
Maurizio Baglini suona un grancoda Fazioli.

## Incisioni discografiche
- Liszt, Trascr. per pf. della Sinf. n. 9 di Beethoven - Baglini, 2009 Decca
- Liszt, Studi trascendentali n. 1-12 - Baglini, 2010 Decca
- Liszt, Rêves (I più celebri brani di Liszt) - Baglini, 2011 Decca
- Mussorgsky, Quadri di un'esposizione ed altre opere per pianoforte - Baglini, 2014 Decca
- Schumann, Album für die Jugend, op.68, Zweite Abteilung, Anhang I & II - Baglini, 2020 Decca
- Schumann, Arabeske, Fantasiestücke, 3 Romanzen, Gesänge der Frühe - Baglini, 2018 Decca
- Schumann, Kreisleriana, Davidsbündlertänze, Kinderszenen - Baglini, 2018 Decca
- Schumann, Son. pf. op. 11 e op. 22, Toccata op. 7 - Baglini, 2016 Decca
- Schumann, Carnaval/Carnevale di Vienna/ Variazioni Abegg/Papillons - Baglini, 2012 Decca
- Scarlatti, In tempo di danza/ 16 sonate - Baglini, 2013 Decca
- "Nature & Life" - Beethoven, Variazioni op. 76/ Beethoven/Liszt, Sinf. n. 6 Pastorale/ Liszt, Totentanz, Album d'un voyageur Allegro Pastorale, Anneés de pèlerinage Pastorale - Baglini, 2022 Decca

Nella sua vasta discografia si segnalano inoltre:
- due versioni degli studi per pianoforte (op. 10, op. 25 e i Tre Nuovi Studi) di Frederic Chopin su strumenti d'epoca e su pianoforte moderno;
- l'integrale delle trascrizioni di Ferruccio Busoni dalle opere di Johann Sebastian Bach.

Con Silvia Chiesa (violoncello):
- Rachmaninov, Integrale delle musiche per violoncello e pianoforte - Chiesa/Baglini 2016 Decca
- Corghi, Tra la carne e il cielo/Filigrane bachiane/D'Après cinques chansons d'élite - Ceccherini/Chiesa/Baglini/Coladonato/Antonutti, 2016 Decca
- Brahms Shubert, Son. vlc. e pf. n. 1-2/Arpeggione - Chiesa/Baglini, 2011 Decca
- Camille Saint Saens: Sonate per violoncello e piano; Chant saphique - Chiesa/Baglini, 2008 Amadeus n. 06/08
- Musiche di Busoni, Debussy, Britten, Corghi - Chiesa/Baglini, 2007 Musica Insieme
- Cello Sonatas: Chopin, Debussy, Corghi - Chiesa/Baglini, 2006 Concerto

Live at Amiata Piano Festival:
- Franz Joseph Haydn, Concertos&Rarities - Maurizio Baglini, Silvia Chiesa, Guido Rimonda, Camerata Ducale, 2020 Decca
- Bach, Concertos for 2, 3, 4 pianos & strings - Maurizio Baglini, Federico Guglielmo, Solisti Filarmonici Italiani, Gianluca Luisi, Marcello Mazzoni, Andrea Padova, Marco Scolastra, 2019 Decca (2 CD)
- Schubert - Schumann Quintets - Maurizio Baglini, Silvia Chiesa, Quartetto della Scala, 2018 Decca
- Franz Joseph Haydn Concertos - Maurizio Baglini, Silvia Chiesa, Guido Rimonda, Camerata Ducale, 2017 Decca